# Фортепианный квартет № 2 (Форе)
Фортепианный квартет № 2 соль минор Op. 45 — произведение Габриэля Форе для фортепиано, скрипки, альта и виолончели, написанное в 1886 году. По мнению биографа Форе Роберта Орледжа, это сочинение знаменовало собой достижение композитором творческой зрелости. Кроме того, это единственное крупное произведение Форе, в котором он экспериментировал с циклической формой: темы из первой части так или иначе проводятся в последующих. Примерная продолжительность звучания — 32 минуты.
Премьера квартета состоялась 22 января 1887 года в Париже, партию фортепиано исполнял автор, струнные партии — Гийом Реми (скрипка), Луи ван Вафельгем (альт) и Жюль Дельсар (виолончель).
Второй фортепианный квартет не принадлежит к числу наиболее популярных произведений композитора, хотя специалисты высоко его оценивают. В частности, Аарон Копленд по поводу третьей части квартета замечал, что «её красота — подлинно классическая, если определить классику как глубину, зиждущуюся на покое».

## Состав
1. Allegro molto moderato
2. Allegro molto
3. Adagio non troppo
4. Allegro molto

## Записи
Квартет соль минор был впервые записан 10 июня 1940 года для французского радио коллективом в составе Маргерит Лонг (фортепиано), Жака Тибо (скрипка), Мориса Вьё (альт) и Пьера Фурнье (виолончель). Запись состоялась в день вторжения гитлеровских войск во Францию. По воспоминаниям Лонг,

Потрясённые, мы отправились в студию. Я чувствовала тоску, охватившую Тибо: его сын Роже дрался на передовой. Во время игры наше волнение достигло апогея. Мне кажется, что и запись квартета отразила наши чувства. На следующий день Роже Тибо погиб смертью храбрых…